# 豊原哲也
豊原 哲也（とよはら てつや、1974年6月3日 - ）は、福岡県北九州市出身の元プロ野球選手（外野手）。

## 来歴・人物
小倉東高時代は、甲子園出場は無いものの、高校通算打率.416、38本塁打の逸材だった。
高3時は投手ながら、1992年のドラフト7位で阪神タイガースに外野手として入団。
一軍出場は無く、二軍でも3試合に出場しただけで、僅か2年で自由契約となり現役引退。
現在は、小倉リトルシニアのコーチを務めている。

## 詳細情報

### 年度別打撃成績
- 一軍公式戦出場なし

### 背番号
- 66 （1993年 - 1994年）